# Glenurus snowii
Glenurus snowii är en insektsart som beskrevs av Banks 1907. Glenurus snowii ingår i släktet Glenurus och familjen myrlejonsländor. Inga underarter finns listade i Catalogue of Life.